# Chráněné pracovní místo
Chráněné pracovní místo je institut zavedený novelou zákona č. 435/2004 Sb., o zaměstnanosti (číslo novely 367/2011 Sb.). Ta zrušila institut chráněné dílny (pro účely zákona o zaměstnanosti) a zavedla místo toho institut chráněného pracovního místa (s účinností od 1. ledna 2012).
Chráněné pracovní místo zřizuje zaměstnavatel pro osobu se zdravotním postižením na základě písemné dohody s Úřadem práce. Dohoda se uzavírá na dobu 3 let.

## Příspěvky zaměstnavatelům od Úřadu práce
Na zřízení chráněného pracovního místa poskytuje Úřad práce zaměstnavateli příspěvek. Podmínkou pro poskytnutí příspěvku je, že chráněné pracovní místo musí být obsazeno alespoň po dobu 3 let. Výše příspěvku může činit maximálně osminásobek a pro osobu s těžším zdravotním postižením maximálně dvanáctinásobek průměrné mzdy v národním hospodářství (za první až třetí čtvrtletí předchozího kalendářního roku). Zřizuje-li zaměstnavatel na základě dohody s Úřadem práce deset a více chráněných pracovních míst, může daný příspěvek dosáhnout až  desetinásobku výše uvedené průměrné mzdy (resp. čtrnáctinásobku pro osobu s těžším zdravotním postižením).
Další příspěvek, který Úřad práce poskytuje zaměstnavateli, je určen na podporu zaměstnávání osob se zdravotním postižením na již zřízeném chráněném pracovním místě. Podmínkou pro poskytování tohoto příspěvku je, že zaměstnavatel zaměstnává na chráněných pracovních místech více než 50 % osob se zdravotním postižením z celkového počtu jeho zaměstnanců. Tento příspěvek se poskytuje v měsíční výši 75 % skutečně vynaložených prostředků na mzdy a platy včetně odvodů pojistného na sociální zabezpečení a příspěvku na státní politiku zaměstnanosti a na veřejné zdravotní pojištění, nejvýše však 8 800 Kč.
Úřad práce může na již zřízené chráněné pracovní místo poskytnout na základě dohody se zaměstnavatelem i příspěvek na částečnou úhradu provozních nákladů chráněného provozního místa. Dohodu je možno uzavřít nejdříve po uplynutí 12 měsíců ode dne obsazení zřízeného chráněného pracovního místa. 

## Další zákonná omezení při uzavírání dohody a při poskytování příspěvků
Dohodu o zřízení chráněného pracovního místa nemůže uzavřít Úřad práce se zaměstnavatelem v zákonem stanovených případech. Např. tehdy, pokud v období 12 měsíců přede dnem podání žádosti (o zřízení chráněného pracovního místa) byla danému zaměstnavateli uložena pokuta za správní delikt či přestupek na úseku zaměstnanosti (nebo inspekce práce). Dohodu o zřízení chráněného pracovního místa nelze uzavřít ani se zaměstnavatelem, pokud z jeho předchozí činnosti nevyplývá přínos pro zaměstnávání osob z hlediska druhu jejich zdravotního postižení na trhu práce.
Může nastat i situace, kdy zaměstnavatel má ke dni podání žádosti (o zřízení chráněného pracovního místa) v evidenci daní zachyceny daňové nedoplatky vedené finančním nebo celním úřadem nebo má nedoplatek na pojistném a na penále na veřejné zdravotní pojištění nebo na pojistném a na penále na sociální zabezpečení a příspěvku na státní politiku zaměstnanosti (s výjimkou případů, kdy bylo povoleno splácení ve splátkách a není v prodlení se splácením splátek nebo pokud bylo povoleno posečkání daně). V takovém případě sice tento zaměstnavatel může uzavřít dohodu o zřízení chráněného pracovního místa, zároveň však nemá nárok na příspěvek (na zřízení chráněného pracovního místa).

## Příspěvek na samostatnou výdělečnou činnost osoby se zdravotním postižením
I osoba se zdravotním postižením, která se rozhodne vykonávat samostatně výdělečnou činnost, může s Úřadem práce uzavřít dohodu o zřízení chráněného pracovního místa a čerpat příspěvek na zřízení takového chráněného pracovního místa, a to prakticky za stejných podmínek, jak uvedeno výše při zřizování chráněných pracovních míst zaměstnavateli osob se zdravotním postižením.
Samostatně výdělečně činná osoba se zdravotním postižením je přitom oproti zaměstnavateli osob se zdravotním postižením zvýhodněna v tom smyslu, že vrácení příspěvku nelze požadovat, pokud tato osoba přestane vykonávat samostatnou výdělečnou činnost ze zdravotních důvodů, nebo v případě jejího úmrtí. Z toho vyplývá, že pokud tato osoba přestane vykonávat samostatnou výdělečnou činnost z jiného důvodu, a to před uplynutím oněch 3 let, na které se dohoda uzavírá, musí Úřadem práce poskytnutý příspěvek vrátit.
Dále má tato samostatně výdělečná osoba nárok i na příspěvek na částečnou úhradu provozních nákladů chráněného pracovního místa, a to zásadně za stejných podmínek jako zaměstnavatelé osob se zdravotním postižením. 
Příspěvek, na který má nárok zaměstnavatel na podporu zaměstnávání osob se zdravotním postižením na chráněném pracovním místě, je u osob se zdravotním postižením, které vykonávají samostatně výdělečnou činnost, z povahy věci vyloučen.